# 9 Dead Gay Guys
9 Dead Gay Guys (tj. 9 mrtvých gayů) je britský hraný film z roku 2002, který režíroval Lab Ky Mo podle vlastního scénáře. Snímek měl světovou premiéru na Mezinárodním filmovém festivalu v Bergenu 18. října 2002. Na festivalu Mezipatra 2004 byl uveden pod českým názvem Devět mrtvých teploušů.

## Děj
Mladík Byron pochází z Belfastu a v Londýně se jen tak potlouká a živí se prostitucí. Přijíždí za ním jeho kamarád Kenny, který však netuší, jak si Byron vydělává na živobytí. I když je zpočátku v šoku, nezbývá mu nakonec, než se živit stejně. Když se však dozvědí, že žid Golders Green, kterému právě někdo zabil milence Královnu, údajně schovává v postelí balík peněz, rozhodnou se peníze získat. Avšak nejsou jediní, kdo má o něj zájem a najednou se v jejich okolí začínají kupit mrtvoly.

## Obsazení
| Glen Mulhern      | Kenny              |
| Brendan Mackey    | Byron              |
| Steven Berkoff    | Jeff               |
| Michael Praed     | Královna           |
| Vas Blackwood     | Donkey-Dick Dark   |
| Fish              | Starý Nick         |
| Leon Herbert      | Nev                |
| Simon Godley      | Golders Green      |
| Carol Decker      | Jeffova žena       |
| Raymond Griffiths | zoufalý trpaslík   |
| Abdala Keserwani  | Dick-Cheese Deepak |
| Karen Sharman     | Železná Lady       |

## Ocenění
- Dublin Gay and Lesbian film festival: cena diváků pro celovečerní film
- Montreal Just For Laughs comedy film festival: festivalová cena